# Iwan Petrowitsch Iwanow-Wano
Iwan Petrowitsch Iwanow-Wano (russisch Иван Петрович Иванов-Вано; * 27.jul. / 8. Februar 1900greg. in Moskau; † 25. März 1987 ebenda) war ein sowjetischer Animationsfilm-Regisseur, Drehbuchautor und künstlerischer Leiter.

## Leben und Leistungen
Iwan Iwanow-Wano wurde als Sohn einer aus dem Gouvernement Kaluga nach Moskau übergesiedelten Bauernfamilie geboren. Er absolvierte bis 1923 ein Studium am Wchutemas, wo Ilja Maschkow sein Lehrer war.
Zunächst wollte er Buch- und Magazinillustrator werden, ging jedoch auf Vermittlung seines Jugendfreundes Wladimir Sutejew im Herbst 1924 an die Moskauer Filmschule, wo auch andere Wchutemas-Absolventen wie Nikolai Petrowitsch Chodatajew, Juri Alexandrowitsch Merkulow und Senon Komissarenko studierten.
1925 war Iwanow-Wano als Animator an Китай в огне (Kitai w ogne), dem ersten sowjetischen Animationsfilm, beteiligt, Zwei Jahre später führte er erstmals Co-Regie; zusammen mit Merkulow und Daniil Jakowlewitsch Tscherkes entstand Сенька-африканец (Senka-afrikanez). Das Drehbuch beruht auf Vorlagen von Kornei Tschukowski, die Verarbeitung folkloristische Motive und die Fixierung auf ein jüngeres Publikum stellten eine Premiere für das Animationsfilmgenre in der UdSSR dar. Diese Ausrichtung sollte für Iwanow-Wanos weitere Laufbahn wegweisend sein. 1936 ging er zum Sojusmultfilmstudio, wo die überwiegende Zahl seiner Werke entstand. Drei Jahre später gründeten er, Boris Wladimirowitsch Dubrowski-Eschke, Fjodor Semjonowitsch Bogorodski und S. Koslowski eine eigene Abteilung innerhalb des Staatlichen All-Unions-Instituts für Kinematographie. Iwanow-Wano leitete darin die Ausbildung von Regisseuren für Animationsfilme, seit 1952 trug er den Titel eines Professors. Zu seinen Schülern gehörten Alina Alexejewna Speschnewa, die u. a. für Roman Katschanow Filme animierte, Francesca Alfredowna Jarbusowa, Alexandra Sneschko-Blozkaja, Sergei Alexandrowitsch Alimow und Stanislaw Michailowitsch Sokolow. Auch Juri Norstein arbeitete in der Frühphase seiner Laufbahn mit Iwanow-Wano zusammen. Obwohl seine Arbeitsweise großen Einfluss auf seine Schüler ausübte, stand er jedoch in dem Ruf, deren Eigenständigkeit und individuelle Kreativität stets zu fördern.
1960 wechselte Iwanow-Wano innerhalb des Filmstudios zur Abteilung für Puppentrickfilme.

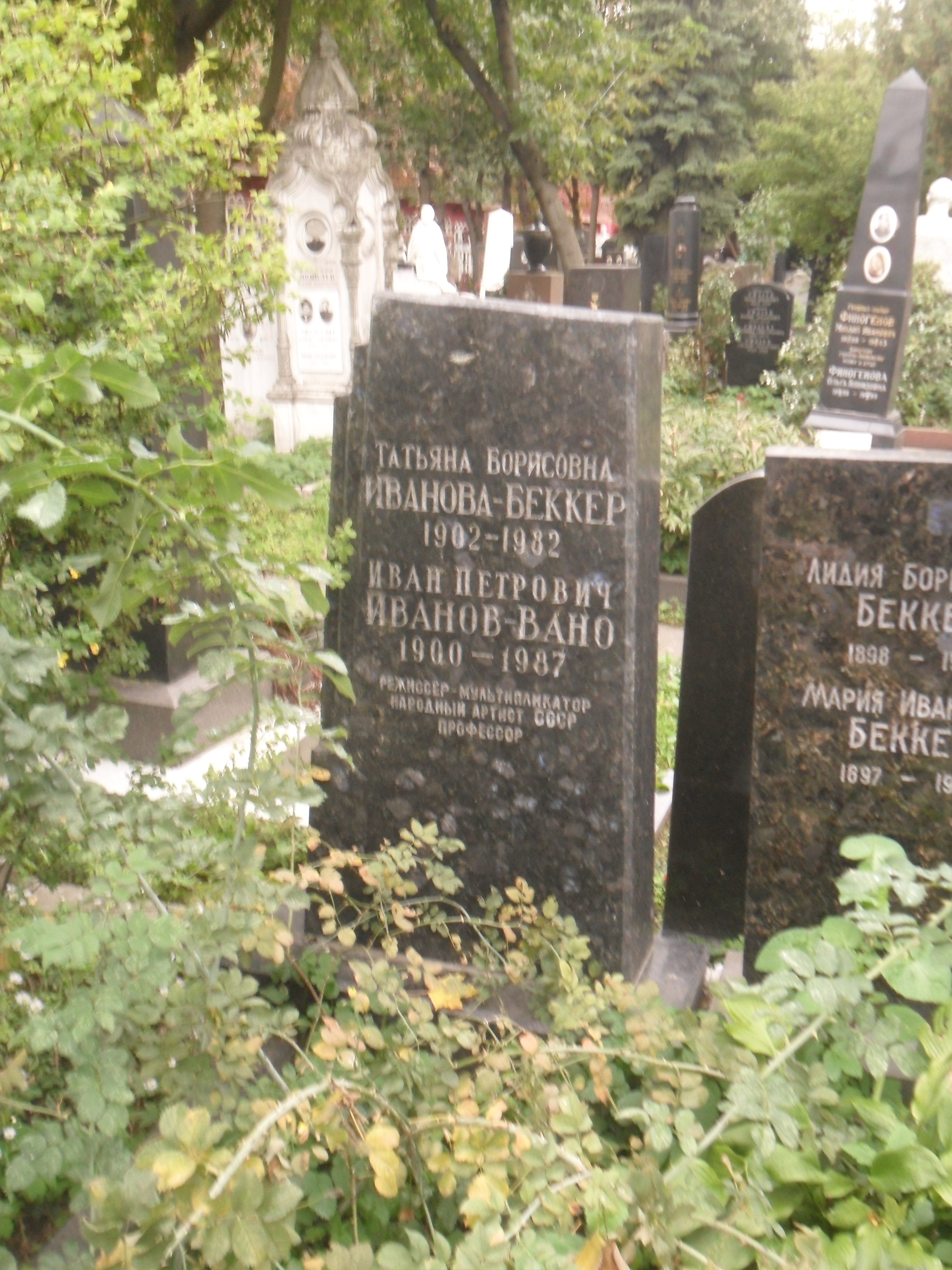
Iwanow-Wanos Grab auf dem Nowodewitschi-Friedhof

Über einen Zeitraum von mehr als 50 Jahren war Iwanow-Wano an 42 Filmen als Regisseur beteiligt, schrieb 26 Drehbücher und trat fünfmal als künstlerischer Leiter in Erscheinung. Viele seiner Werke beruhten auf bekannten Vorlagen wie
Три мушкетёра (Tri muschketjora, 1938) nach Alexandre Dumas’ Die drei Musketiere, Конёк-горбунок (Konjok-gorbunok, 1947 und 1975) nach Pjotr Jerschows gleichnamigem Kunstmärchen, Гуси-Лебеди (Gusi-Lebedi, 1949) auf Grundlage des Volksmärchens Wilde Schwäne, die Schneewittchen-Adaption Сказка о мертвой царевне и о семи богатырях (Skaska o mertwoi zarewne u o semi bogatyrjach, 1951), Снегурочка (Snegurotschka, 1952), Приключения Буратино (Prikljutschenija Buratino, 1959) auf Grundlage von Alexei Tolstois Burattino, Как один мужик двух генералов прокормил (Kak odin muschik dwuch generalow prokormil, 1965) nach Michail Saltykow-Schtschedrins gleichnamiger Geschichte und Zar Saltan und die Wunderinsel (Skaske o zare Saltane, 1984) nach Puschkins Das Märchen vom Zaren Saltan. Zusammen mit Michail Alexandrowitsch Botow produzierte er 1957 mit Песня о дружбе (Pesnja o druschbe) außerdem einen Film für die Weltfestspiele der Jugend und Studenten. Als eines seiner größten Werke gilt jedoch Левша (Lewscha, 1964), eine Verfilmung von Nikolai Leskows Der Linkshänder. Das Projekt wurde über einen Zeitraum von 30 Jahren vorbereitet, ehe Iwanow-Wano es in seinem Sinne als realisierbar erachtete. Juri Norstein, selbst auch ein Kenner folkloristischer Themen, war hier als Animateur beteiligt. Viele von Iwanow-Wanos Werken zählen als Klassiker und fanden auch internationale Verbreitung. Deutschsprachige Fassungen wurden jedoch bisher nur von Die zwölf Monate (1956),  Das bucklige Pferdchen (1975) und  Zar Saltan und die Wunderinsel (1984) produziert.
Über sein filmisches Schaffen hinaus war Iwanow-Wano, der seit 1951 der KPdSU angehörte, auch Autor von Рисованный фильм (Risowanny film), einem Buch über den Animationsfilm. 1980 veröffentlichte er seine Autobiografie Кадр за кадром (Kadr sa kadrom).
Iwanow-Wano starb 87-jährig in seiner Geburtsstadt und wurde auf dem Nowodewitschi-Friedhof beigesetzt.

## Ehrungen
Iwanow-Wano wurde 1957 zum Verdienten Kunstschaffenden der RSFSR ernannt, 1969 und 1985 folgten die Titel Volkskünstler der RSFSR und Volkskünstler der UdSSR. Er war außerdem Träger des Leninordens, des Ordens der Oktoberrevolution, des Ordens des Roten Banners der Arbeit und der Medaille „Für heldenmütige Arbeit im Großen Vaterländischen Krieg 1941–1945“. 1944 wurde er „für erfolgreiche Arbeiten auf dem Gebiet des sowjetischen Filmwesens während des Zweiten Weltkriegs und der Veröffentlichung wertvoller Werke“ gewürdigt. Für seine Filme В некотором царстве (W nekotorom zarstwe, 1957), Левша und Времена года (Wremena goda, 1968) erhielt Iwanow-Wano 1970 den „Gebrüder Wassiljew“ Staatspreis der RSFSR.
Auch einzelne Filme aus seinem Schaffen wurden mehrfach ausgezeichnet:
- Конёк-горбунок (1947): Ehrenpreis beim Internationalen Filmfestival von Marienbad 1948 und Spezialpreis der Jury bei den Internationalen Filmfestspielen von Cannes 1950
- В некотором царстве (1957): Erster Preis der teilnehmenden Animationsfilme beim Allunionsfilmfestival 1958 und Erster Preis für einen Kinderzeichentrickfilm beim Internationalen Filmfestival Karlovy Vary 1958
- Приключения Буратино (1959): Erster Preis der teilnehmenden Animationsfilme beim Allunionsfilmfestival 1960
- Левша (1964): Ehrenpreis in der Kategorie Animationsfilm bei der Internationalen Leipziger Dokumentar- und Kurzfilmwoche 1964
- Времена года (1968): Silberner Pelikan beim Internationalen Filmfestival von Mamaia 1970
- Сеча при Керженце (Setscha pri Kerschenze, 1971): ausgezeichnet in der Kategorie Kinderzeichentrickfilm beim Internationalen Filmfestival Karlovy Vary 1971 und beim Allunionsfilmfestival 1972, Grand Prix beim Internationalen Animationsfilmfestival in Zagreb 1972
- Das bucklige Pferdchen (1975): jeweils Grand Prix bei den Internationalen Filmfestivals von Warna und Teheran 1979

Iwanow-Wano ist ferner im United Art Rating aufgeführt, in dem u. a. seine „erkennbare individuelle Handschrift“ ("с узнаваемым индивидуальным почерком") hervorgehoben wird.

## Privates
Iwanow-Wano spielte in seiner Jugend Hockey und Fußball, u. a. im Mittelfeld für ZDKA Moskau. Des Weiteren kochte er gern und war ein passionierter Angler und Pilzsammler.
Er hatte eine Tochter namens Galina.

## Filmografie (Auswahl)

### Regie
- 1927: Сенька-африканец (Senka-afrikanez) – Co-Regie mit Juri Alexandrowitsch Merkulow und Daniil Jakowlewitsch Tscherkes
- 1934: Сказка о царе Дурандае (Skaske o zare Durandaje) – Co-Regie mit Walentine und Sinaida Semenowna Brumberg
- 1938: Три мушкетёра (Tri muschketjora)
- 1941: Не топтать фашистскому сапогу нашей Родины (Ne toptat faschistskomu sapory naschei Rodiny) – Co-Regie mit Alexander Wassiljewitsch Iwanow
- 1945: Зимняя сказка (Simnjaja skaska)
- 1947: Конёк-горбунок (Konjok-gorbunok) – Co-Regie mit Alexandra Gawrilowna Sneschko-Blozkaja
- 1949: Гуси-Лебеди (Gusi-Lebedi) – Co-Regie mit Alexandra Gawrilowna Sneschko-Blozkaja
- 1951: Сказка о мертвой царевне и о семи богатырях (Skaska o mertwoi zarewne u o semi bogatyrjach)
- 1952: Снегурочка (Snegurotschka) – Co-Regie mit Alexandra Gawrilowna Sneschko-Blozkaja
- 1953: Лесной концерт (Lesnoi konzert)
- 1956: Die zwölf Monate (Dwenadzat mesjazew) – Co-Regie mit Michail Alexandrowitsch Botow
- 1957: В некотором царстве (W nekotorom zarstwe)
- 1957: Песня о дружбе (Pesnja o druschbe) – Co-Regie mit Michail Alexandrowitsch Botow
- 1959: Приключения Буратино (Prikljutschenija Buratino) – Co-Regie mit Dmitri Naumowitsch Babitschenko
- 1964: Левша (Lewscha)
- 1965: Как один мужик двух генералов прокормил ( Kak odin muschik dwuch generalow prokormil) – Co-Regie mit Wladimir Petrowitsch Danilewitsch
- 1968: Времена года (Wremena goda) – Co-Regie mit Juri Norstein
- 1971: Сеча при Керженце (Setscha pri Kerschenze) – Co-Regie mit Juri Norstein
- 1975: Das bucklige Pferdchen (Konjok-gorbunok) – Co-Regie mit Boris Petrowitsch Butakow
- 1984: Zar Saltan und die Wunderinsel (Skaska o zare Saltane) – Co-Regie mit Lew Isaakowitsch Miltschin

### Drehbuch
- 1934: Сказка о царе Дурандае (Skaske o zare Durandaje) – Co-Autor mit Walentine und Sinaida Semenowna Brumberg
- 1938: Три мушкетёра (Tri muschketjora) – Co-Autor mit Georgi Sergejewitsch Beresko
- 1941: Не топтать фашистскому сапогу нашей Родины
- 1945: Зимняя сказка (Simnjaja skaska) – Co-Autor mit Jewgeni Schwarz
- 1949: Гуси-Лебеди (Gusi-Lebedi) – Co-Autor mit Alexandra Gawrilowna Sneschko-Blozkaja
- 1951: Сказка о мертвой царевне и о семи богатырях (Skaska o mertwoi zarewne u o semi bogatyrjach) – Co-Autor mit Juri Olescha
- 1952: Снегурочка (Snegurotschka) – Co-Autor mit Alexandra Gawrilowna Sneschko-Blozkaja und Oleg Leonidowitsch Leonidow
- 1957: Песня о дружбе (Pesnja o druschbe)
- 1964: Левша (Lewscha)
- 1965: Как один мужик двух генералов прокормил ( Kak odin muschik dwuch generalow prokormil) – Co-Autor mit Alexei Dmitrijewitsch Simukow
- 1968: Времена года (Wremena goda)
- 1971: Сеча при Керженце (Setscha pri Kerschenze) – Co-Autor mit Juri Norstein
- 1975: Das bucklige Pferdchen (Konjok-gorbunok) – Co-Autor mit Anatoli Alexejewitsch Wolkow
- 1984: Zar Saltan und die Wunderinsel (Skaska o zare Saltane) – Co-Autor mit Lew Isaakowitsch Miltschin
- 1986: Петух и боярин (Petuch i bojarin)

### Künstlerischer Leiter
- 1941: Не топтать фашистскому сапогу нашей Родины (Ne toptat faschistskomu sapory naschei Rodiny) – mit Alexander Wassiljewitsch Iwanow
- 1984: Zar Saltan und die Wunderinsel (Skaska o zare Saltane) – mit Lew Isaakowitsch Miltschin